# Teranodes otwayensis
Teranodes otwayensis is een spinnensoort uit de familie Hexathelidae. De soort komt voor in Victoria.